# Аллингам, Вильям
Вильям Аллингам (англ. William Allingham; 1828—1889) — английский поэт XIX века.

## Биография
Вильям Аллингам родился 19 марта 1828 года в городе Баллишанноне, в Ирландии, где его отец был директором банка, и воспитывался в одной ирландской школе. В 1850 году издал первый том своих Poems, посвященный Лейгу Гунту. Впоследствии им были изданы Day and Night Songs (1854), напечатанное сначала во Frazer’s Magazine описательное и повествовательное стихотворение Lawrence Bloomfield in Ireland, or the New Landlord (1864, 2-е изд. 1869) и Fifty Modern Poems (1865).
Жизнь Аллингама можно четко разделить на две половины — ирландскую (от рождения в 1828 году по 1863 год) и английскую (с 1863 года до его смерти в Хампстеде в 1889 году). Он служил в таможенном управлении и получал от английского правительства литературную пенсию. В августе 1874 года женился на художнице Хелен Аллингем (1848—1926).
Вильям Аллингам скончался 18 ноября 1889 года.

## Творчество
Согласно ЭСБЕ, стихотворения Аллингама носят по большей части меланхолический, рефлективный характер и как по своей форме, так и по содержанию представляют как бы отголосок поэзии Байрона, Шелли и Теннисона. Наиболее оригинальным являлся он в своих картинах природы и в сценах ирландской жизни, особенно в Lawrence Bloomfield.
Помимо упомянутых произведений, он издал The Ballad Book (Лондон, 1884), сборник старинных английских и шотландских песен с критическим введением к ним, и Choice Lyrics, or Nightingale Valley (Лондон, 1871), сборник новейших английских стихотворений.